# Elmshaven
Elmshaven, ook het Ellen White House of Robert Pratt Place genoemd, was de woonplaats van Ellen White in St. Helena in Napa County (Californië) van 1900 tot 1915. White was de leidster van een religieuze beweging die uiteindelijk het Kerkgenootschap der Zevende-dags Adventisten zou worden. In 1993 werd de woning, tegenwoordig in het bezit van de kerk, erkend als National Historic Landmark. Het is de enige National Historic Landmark in Napa County.
Het huis werd in 1885 in victoriaanse stijl gebouwd door Robert H. Pratt. Ellen White kocht het in 1900 en doopte het "Elmshaven", een verwijzing naar de rij olmen voor het huis.